# Kościół Matki Bożej Królowej Polski we Włókach
Kościół Matki Bożej Królowej Polski we Włókach – rzymskokatolicki kościół parafialny należący do parafii pod tym samym wezwaniem (dekanat Osielsko diecezji bydgoskiej).
Jest to dawny zbór ewangelicki, wybudowany na początku XX wieku. Po zakończeniu II wojny światowej świątynia stała się własnością kościoła rzymskokatolickiego. Kościół charakteryzuje się wieżą zegarową. We wwnętrzu kościoła jest umieszczony drewniany ołtarz główny oraz duży chór muzyczny.
Świątynia jest siedzibą samodzielnej parafii od 6 lutego 1992 roku, wcześniej pełniła funkcję kościoła filialnego dla parafii w Dobrczu.